# 拉平
拉平是德国梅克伦堡-前波美拉尼亚州的一个市镇。总面积29.07平方公里，总人口340人，其中男性182人，女性158人（2011年12月31日），人口密度12人/平方公里。